# Строфіка
Стро́фіка — розділ віршознавства, що вивчає властивості, внутрішню структуру строфи як ритмічно-інтонаційної цілості, як фонічно викінчену віршову сполуку, а також історію її виникнення, еволюцію, зв'язок з жанром та віршовим розміром, визначає її класифікацію.
Водночас термін «строфіка» вживається у значенні строфічного ладу творів певного автора чи стильової течії або явища.